# Ramon Alberdi
José Ramon Alberdi Alberdi, més conegut com a Ramon Alberdi i també com a Ramon Erresti, (Azkoitia, Guipúscoa, 1929 o 1930 - Barcelona, 29 de maig de 2009) fou un eclesiàstic i historiador basc.
Conegut especialment per la seva dedicació al món de la història, Ramon Alberdi va néixer al poble guipuscoà d'Azcoitia, formant part d'una família cristiana originària del poble d'Erresti, on s'havia instal·lat el segle xvii. D'aquest fet li ve el sobrenom de "Ramon-Erresti". Fou nebot d'Ana Alberdi (1912-1988), monja de l'Orde de la Immaculada Concepció en procés de beatificació. Va ser educat als Salesians d'Azcoitia, on li va sorgir la vocació salesiana i sacerdotal. El seu germà Patxi, també sacerdot salesià, va desenvolupar una gran tasca educativa a Azkoitia i posteriorment a Intxaurrondo. Ramon Alberdi es va formar al seminari de Sant Vicenç dels Horts, on va professar com a salesià el 1946. Més tard, després d'ordenar-se sacerdot al Tibidabo, el 1955 es va traslladar a Itàlia, on es va llicenciar en Història de l'església el 1957 a la Universitat Gregoriana de Roma. Posteriorment marxà a Torí, llicenciant-se en Teologia el 1958. De tornada a Barcelona, el 1962 es llicencià i posteriorment el 1976 es va doctorar en Història per la Universitat de Barcelona. Del 1958 al 2001 va exercir com a professor del Centre Teològic Salesià de Martí Codolar al districte d'Horta Guinardó, que estava afiliat a la Universitat Pontifícia Salesiana de Roma, i també a la Facultat de Teologia de Catalunya entre els anys 1973 i 1978. Seguidor de la tradició historiogràfica de Jaume Vicens i Vives, va publicar nombrosos llibres i articles d'història eclesiàstica i social a Catalunya, especialment relacionats amb els salesians. Destaquen la tesi doctoral "La Formación profesional obrera en Barcelona: desde la Restauración a la Dictadura: 1875-1923" (1976), sota la direcció d'Emili Giralt i Raventós. El 1968, amb Francis Desramaut, fundà els col·loquis internacionals salesians, dels quals fou també un actiu participant. També és membre de l'"Associazione dei Cultori de la Storia Salesiana" (ACSSA) amb seu a Roma. El 29 de maig de 2009 va morir a Barcelona, a l'edat de 79 anys, com a conseqüència d'una crisi cardíaca.

## Publicacions[3][1]
- La formación profesional en Barcelona (1980)
- Don Felip Rinaldi a Barcelona-Sarrià: semblança (1990)
- Girona, cent anys de presència salesiana (1992)
- Los Salesianos en Sant Vicenç dels Horts (1996)
- Martí Codolar, una obra social de la burgesia (2001)
- Els màrtirs salesians de València i Barcelona (2001)
- Els Salesians de Mataró. Cent anys educant (2005)
- Dorotea de Chopitea y de Villota (1816-1891). Construir una Barcelona para todos (2009, pòstum).